# Dobropoljci
Dobropoljci su selo u općini Lišane Ostrovačke u Zadarskoj županiji.

## Zemljopis
Dobropoljci se nalaze u krševitom području Bukovice, sjeveroistočno od Lišana Ostrovičkih, na lokalnoj cesti za Đevrske.

## Stanovništvo
U Dobropoljicima je 1991. godine živjelo 494 stanovnika. Srbi,  471 stanovnik, Hrvati 18 stanovnika, a ostalih je bilo 5. 
Općina   Lišane Ostrovičke, ima ukupno 1636 stanovnika.
| broj stanovnika | 525   | 516   | 561   | 528   | 608   | 604   | 756   | 683   | 715   | 777   | 714   | 590   | 514   | 494   | 24    | 29    | 23    |
|                 | 1857. | 1869. | 1880. | 1890. | 1900. | 1910. | 1921. | 1931. | 1948. | 1953. | 1961. | 1971. | 1981. | 1991. | 2001. | 2011. | 2021. |

## Uprava
Općina Lišane Ostrovičke je nastala izdvajanjem iz sastava dotadašnje općine Benkovac. Pripadaju joj naselja Dobropoljci, Lišane Ostrovičke i Ostrovica.

## Povijest
Hrvati iz ovog sela nose prezime Ivković i žive u osam kućanstava. S mjesnim Srbima imaju duboke rodbinske i s brojnima su do Domovinskog rata imali prijateljske veze i korektne odnose.
U Domovinskom ratu, ovo područje su u rujnu 1991. okupirale pobunjeničke srpske snage. Zbog korektnih odnosa, rodbinskih i prijateljskih veza, vjerovali su susjedima te je tih 13 Ivkovića ostalo je na ognjištima. Svoju hrvatsku pripadnost ničim i nigdje nisu isticali. Bili su potpuno bezopasni za susjede Srbe i njihovu paradržavu.  
Uglavnom se radilo o starijim osobama, dok su mlađi po svijetu. Odnosi su se ipak promijenili i u Hrvatima Ivkovićima Srbi »odjednom« vide ustaše. Zaredalo je ubijanje Hrvata, sprovedeno diljem pobunjeničkih područja: u rujnu 1992. ubijen je Mirko Ivković (60), u listopadu Tomo (56) i žena mu Stevanija (53), u studenom Zvonko (36) te 1993. u veljači Ante (82), i u travnju žena mu Manda (79). Prividno nisu masovna, ali tim je ubojstvima ubijeno 46% hrvatske populacije tog sela. Ova su ubojstva počinjena izvan područja ratnih operacija, ne stihijski, nego svjesno planirano i izvedeno. Haaški sud nije nikad pokrenuo istragu zbog ovih zločina. Nakon »Oluje« dobropoljački Srbi su organiziranom evakuacijom otišli u Srbiju.